# ひと未来館

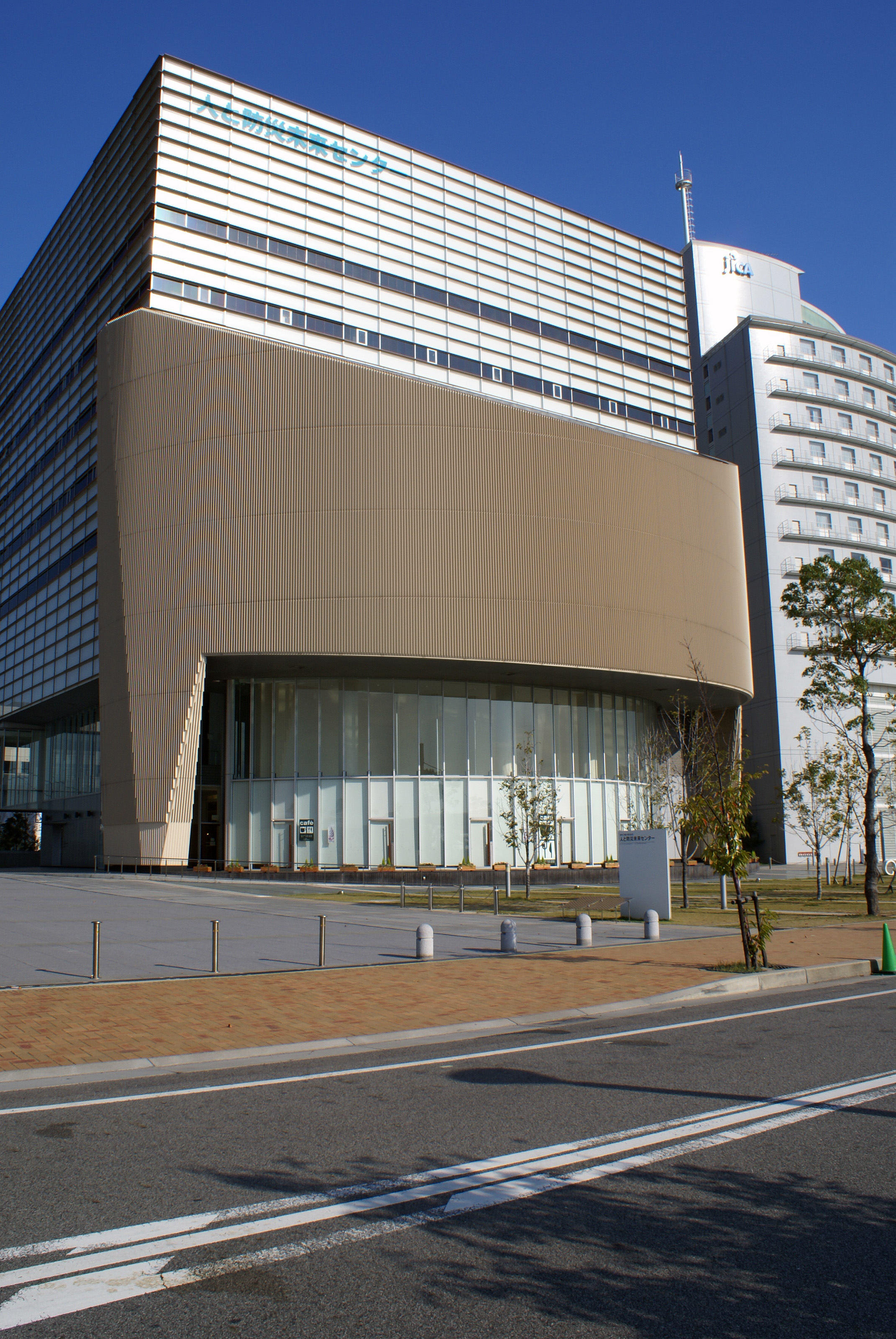
ひと未来館

ひと未来館（ひとみらいかん）は、兵庫県神戸市中央区のHAT神戸にある「人と防災未来センター」の施設、生命の尊さをテーマにした博物館であった。ジオラマ・映像・音楽・遊びなどを通じていのちの尊さと共生の素晴らしさを伝えることを目的に2003年4月に開館したが、入館者数が低迷したため兵庫県の行革の一環として2009年3月31日限りでいったん閉館し、2010年1月に人と防災未来センター東館として再オープン。

## 展示内容・施設（開館当初）
- 「いのちの息吹」ゾーン - ジオラマやレプリカ等で、森の生きものを紹介
- 「ブナの四季」ゾーン - ブナ林の自然サイクルを、映像音響とジオラマで紹介
- 「こころとからだの部屋」ゾーン - 脳のはたらきとからだ全体・各部の関わりを紹介
- やすらぎの部屋 - アロマと映像、音響、照明などをもちいた癒し体験ルーム
- 交流の広場
- ふれあいステージ - セミナー・ワークショップ会場
- こころのシアター - 大型立体ハイビジョンシアター「葉っぱのフレディ」等のプログラムを定期上映
- ミュージアムショップ - 書籍、防災関連品、オリジナルグッズ
- レストラン

## テナント
- 国際防災復興協力機構（IRP）

## 建築概要
- 建築主― 兵庫県
- 設計― 日本設計、兵庫県
- 建築面積― 2,086.14m2
- 延床面積― 10,181.28m2
- 構造― RC・S
- 規模― 地上7階・地下1階
- 最高高さ― 43.35m
- 竣工― 2003年4月

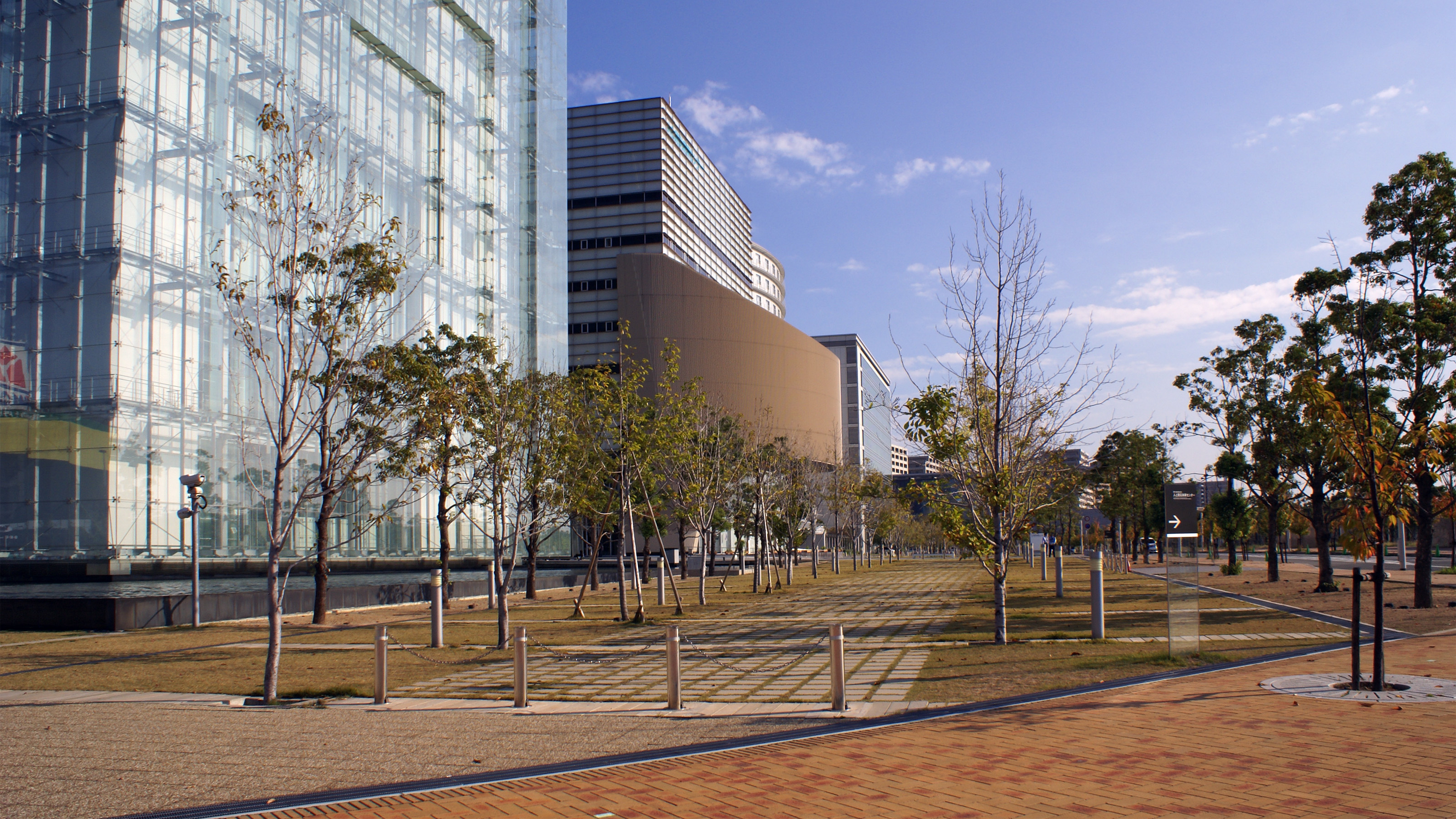
遠景

- 所在地― 〒651-0073 兵庫県神戸市中央区脇浜海岸通1-5-2

## 交通アクセス
- 阪神本線「岩屋駅」徒歩6分
- JR神戸線（東海道本線）「灘駅」徒歩10分

## 周辺情報
- 兵庫県立美術館
- 兵庫県立美術館 原田の森ギャラリー
- WHO健康開発総合研究センター（WHO神戸センター・WKC）
- 神戸市立王子動物園